# Ryczyn (grodzisko)
Ryczyn – dawny gród na Dolnym Śląsku, nad Odrą, znajduje się w odległości ok. 37 km na południowy wschód od Wrocławia, w podoławskich lasach. Ryczyn jest wymieniany w bulli papieskiej w 1093 roku oraz w Kronice Czechów Kosmasa z Pragi. Siedziba kasztelanii do 1297 roku. Nazwa grodziska ma pochodzenie słowiańskie i oznacza: „w pobliżu rzeki”, „w sąsiedztwie rzeki”.

## Opis grodu
Gród Ryczyn powstał pośrodku lasu. Otaczał go pierścieniowaty wał wysoki na 4–5 m, a szeroki na 8 m. Obwód grodziska wynosił ok. 600 m. Budowa grodu na bagnach musiała trwać dziesiątki lat i wymagała przygotowań mających zabezpieczyć gród przed podtopieniami. W tym celu układano drewniane bale, które następnie zasypywano ziemią tak by przekroczyć poziom zalewowy. Od strony Odry utworzono fosę o szerokości 5–10 metrów i wejście do grodziska. Według podań gród miał powstać jeszcze przed 1000 rokiem n.e. w celu ochrony miejscowej ludności wraz z całym żywym inwentarzem przed czeskimi i niemieckimi najazdami. Obronny charakter budowli poświadcza jej kształt oraz znajdowane na jej terenie liczne szczątki.
Około 60 m na zachód od głównego grodziska znajdowało się mniejsze stożkowate o powierzchni 143 m². Stanowiło ono wysuniętą w kierunku Odry wartownię, w której powstał tylko jeden budynek drewniany, zbudowany w celu stałej kontroli Odry i jej brzegów. Na lewym brzegu Odry, niedaleko wsi Lipki powstała też trzecia osada wchodząca w skład zespołu ryczyńskiego grodu. Pełniła ona funkcję strategiczną, zaopatrzeniową oraz gospodarczą, o czym świadczą ślady warsztatów metalurgicznych produkujących żelazo dla grodów ryczyńskich.
W odległości około 120 m na północny wschód i na zachód od głównego grodu natrafiono na ślady trzech osad prawdopodobnie o charakterze wiejskim z okresu wczesnego średniowiecza. Z kolei w odległości około 90 metrów na południowy zachód od głównego grodziska znaleziono wczesnośredniowieczne cmentarzysko zawierające pochówki szkieletowe. Zewnętrzne cmentarzysko było użytkowane od X do początku XV wieku. W obrębie cmentarzyska odkryto kilkadziesiąt ludzkich szkieletów, z których wiele było kompletnych. Część szkieletów nosiła ślady ciosów zadanych ostrymi narzędziami, co wskazuje że były to ofiary najazdu Kazimierza Jagiellończyka z 1474 roku. Obok cmentarzyska znajdują się pozostałości kościoła z przełomu XIV i XV w. oraz ślady wcześniejszego, drewnianego.
W 1958 roku na terenie obejmującym oba ryczyńskie grodziska utworzono rezerwat przyrody Grodzisko Ryczyńskie. Jest to rezerwat archeologiczno-leśny mający chronić pomnikowy drzewostan, stanowiący pozostałość po kompleksie lasów łęgowych.

## Historia
Gród ryczyński mógł być jednym z 15 grodów Ślężan, o których w połowie IX wieku wspomniał Geograf Bawarski. W latach 1000–1010 w okolicy mógł przebywać benedyktyński pustelnik Andrzej Świerad.
W Ryczynie z polecenia Mieszka I powstał drugi na Śląsku kościół (po Smogorzowie), który po utworzeniu w 1000 roku na zjeździe gnieźnieńskim biskupstwa we Wrocławiu podlegał właśnie pod nie. Według niepewnej tradycji znanej z XIV-wiecznej „Kroniki książąt polskich” Piotra z Byczyny w latach 1032–1033 w czasie reakcji pogańskiej wygnany z Wrocławia nieznany z imienia biskup miał schronić się w Smogorzowie, a następne w Ryczynie. Kasztelania Recen (Ryczyn) była ważną twierdzą obronną w okolicy, o czym świadczyć ma również domniemana decyzja biskupów wrocławskich o przeniesieniu swej siedziby właśnie do Ryczyna w roku 1038, w obliczu zagrożenia w czasie najazdu księcia czeskiego Brzetysława I na Polskę. Tomasz Jurek uważa, że Ryczyn miał być tymczasową siedzibą biskupstwa (locus capitalis) w latach 1051–1075. W tym też roku dokonujący reorganizacji polskiego Kościoła Bolesław II Szczodry miał przenieść siedzibę diecezji śląskiej z powrotem do Wrocławia. Historyczni plebani z kościoła parafialnego w Ryczynie są poświadczeni od schyłku XIII w. Natomiast ostatnia wzmianka o bezimiennym plebanie Ryczyna pochodzi z 1454 roku.
Jak donosi kronika Komasa z Pragi, około roku 1093 Ryczyn został zniszczony przez czeskiego księcia Brzetysława II, gdy ten najechał na Śląsk. Gród ryczyński został odbudowany i stał się wtedy jednym z najważniejszych polskich grodów obronnych Śląska. Gród skutecznie obronił się w roku 1103 przed wspólnym najazdem książąt czeskiego Borzywoja II i ołomunieckiego Świętopełka, oraz w roku 1109 przed najazdem króla niemieckiego Henryka V.
Ryczyn jest wymieniany również w dwóch bullach papieskich z lat 1155 (jako Trecen) i 1245 (jako Rechen) dla biskupstwa wrocławskiego. Wskazują one na kasztelańską funkcję grodu ryczyńskiego. Pod koniec XIII w. Ryczyn jako kasztelania zaczął tracić na znaczeniu. Gród był siedzibą kasztelanii do roku 1297. Ostatnia wzmianka o grodzisku pochodzi z roku 1340, gdy gród został przekazany brzeskim dominikanom. W XV wieku Ryczyn znalazł się w geograficznym opisie Śląska autorstwa Jana Długosza oraz w dwóch opisach Hartmanna Schedela. W drugiej połowie XVI wieku Ryczyn jako mała osada wiejska znalazł się na mapie Śląska wykonanej przez Martina Helwiga. Od tego czasu nie ma już wzmianek dotyczących osadnictwa w tym rejonie. Gród i związane z nim cmentarzyska zarosły lasami, a Ryczyn stracił swoją pozycję na skutek rozwoju pobliskich miast – Oławy i Brzegu. Grodzisko wraz z kościołem zniszczyły w roku 1474 wojska Kazimierza Jagiellończyka, w trakcie jego wyprawy na Śląsk.

### Kasztelanowie Ryczyna
Władzę w grodzie z ramienia księcia sprawował kasztelan (komes). Był on naczelnym zwierzchnikiem grodu oraz dowódcą wojskowym sprawującym władzę administracyjną i sądowniczą. Pierwszym kasztelanem Ryczyna imiennie wymienionym w źródłach był w roku 1203 Imbram, syn Gniewomira. O znaczącej pozycji kasztelanów ryczyńskich świadczy fakt, że występował on jako świadek w sporach pomiędzy klasztorem w Henrykowie a okoliczną ludnością, co poświadcza „Księga henrykowska”.
Spis ryczyńskich kasztelanów:
- 1203 – komes Imbram Gniewomirowic ze Strzegomia (Imbram Hemerammus)
- 1223–1232 – komes Jarosław Jarachowic z panów na Pogorzeli
- 1232–1233 – komes Bogusław Starszy ze Strzelina (ojciec biskupa Tomasza II Zaremby)
- 1234–1239 – komes Klemens, zięć kasztelana opolskiego Zbrosława
- 1239–1241 – ponownie komes Bogusław Starszy (przypuszczalnie poległ w bitwie pod Legnicą)
- 1242–1243 – komes Teodoryk (Teodoricus)
- 1244–1247 – komes Mroczek z Pogorzeli (Mrosco)
- 1247–1250 – komes Berold ze znaczącej rodziny panów z Kobylejgłowy (Bertoldus)
- 1250–1257 – ponownie komes Mroczek z Pogorzeli
- 1257–1263 – komes Jan z Wierzbna herbu Lis
- 1272–1284 – komes Racław, zwany Drzemlikiem (syn Bogusława Starszego, ostatni kasztelan Ryczyna)

## Badania archeologiczne
W 1390 roku miały tu miejsce pierwsze w Polsce badania archeologiczne – na zlecenie księcia brzeskiego Ludwika I poszukiwano grobów biskupów wrocławskich. Nie zachowały się jednak wzmianki o wynikach tych poszukiwań. W roku 1779 badania zarządził hrabia Carmer, jednak nie odkrył śladów zabudowań. Dopiero w roku 1891 przy wytyczaniu nowej ścieżki leśnej natrafiono na resztki wałów oraz prawdopodobnie fundamentów kościoła. Znaleziono też znaczną ilość ludzkich kości, prawdopodobnie w miejscu cmentarza. W latach 1958, 1959 i 1962 wykopaliska prowadził Janusz Kramarek z Muzeum Archeologicznego we Wrocławiu. Badania te umożliwiły poznanie konstrukcji wału otaczającego grodzisko oraz uściśliły położenie osad przygrodowych i zewnętrznego cmentarzyska.
W toku badań archeologicznych znaleziono dużą ilość ceramiki wczesnośredniowiecznej, kości zwierzęce, przedmioty metalowe (głównie broń w postaci toporów, noży i grotów czy też liczne gwoździe), przedmioty kamienne, kościane i gliniane. Świadczą one o działalności lokalnych warsztatów metalurgicznych. Dziś w obrębie grodziska zachowały się wały i majdan. Pracujący w Ryczynie w 2004 roku zespół archeologów z Instytutu Archeologii i Etnologii PAN – oddział we Wrocławiu oraz z Zakładu Archeologii Instytutu Historii Uniwersytetu Opolskiego odnalazł siedem kurhanów położonych w północnej części grodziska, w pobliżu zbiornika wodnego. Na ich nasypie składano ciała spopielonych zmarłych, maksymalnie do siedmiu ciał w obrębie kurhanu. W tym miejscu składano też ofiary ze zwierząt, o czym świadczą kości zwierzęce. W pobliżu kurhanów znaleziono szczątki dębowo-jodłowej łodzi zbudowanej z drzew ściętych jesienią 983 roku. Łódź ta nie posiadała nitów i nie była szyta, przez co nie była nigdy przeznaczona do pływania. Została ułożona symbolicznie i spalona zgodnie z analogicznymi obrządkami pogrzebowymi z północno-wschodniej Rusi. Odnaleziono też wykopy prowadzone przez Ludwika I.
Składanie zmarłych wewnątrz wczesnośredniowiecznej osady było w tym okresie prawdziwą rzadkością. W tym przypadku na pole kurhanowe przeznaczono sporą część grodziska. Kurhany były użytkowane między X a XII wiekiem. Prace archeologiczne prowadzone w Ryczynie dość istotnie zmieniły dotychczasowe hipotezy historyków na temat pierwszych wieków chrześcijaństwa na Śląsku. Badania wykazały, że w ryczyńskim grodzie religia Słowian rozwijała się jeszcze długo po oficjalnym zaprowadzeniu chrześcijaństwa. Nekropolię kurhanową ostateczne zniszczyli pod koniec XIV wieku brzescy dominikanie. W trakcie prac archeologicznych nie znaleziono też śladów grobów biskupów wrocławskich.

## Legenda
Według ryczyńskiej legendy, gdy mieszkańcy grodu musieli go na zawsze opuścić, postanowili zabrać dzwon z miejscowego kościoła. Dzwon zdemontowano z dzwonnicy, by załadować go na przygotowaną łódź i przetransportować do jednej z pobliskich wiosek. Jednak dzwon wyśliznął się mężczyznom z rąk i na zawsze zatonął. Od tej pory z fosy czasami rozchodzą się jego dźwięki.

## Współczesność
Od 1995 roku w okolicach grodziska ryczyńskiego Oławskie Stowarzyszenie Turystyczne „Ryczyn” organizuje w kwietniu spotkania turystów i miłośników historii. W ramach tych spotkań organizowane są liczne gry, zabawy, pokazy grup rekonstrukcyjnych i wykłady prowadzone przez archeologów zajmujących się badaniami ryczyńskiego grodu. W trakcie imprezy prowadzone są także warsztaty ukazujące wczesnośredniowieczne rzemiosło.